# Pentouangou
Pentouangou, également appelé Pentoudengou, est une commune rurale située dans le département de Fada N'Gourma de la province du Gourma dans la région de l'Est au Burkina Faso.

## Géographie
Pentouangou est situé à 14 km au Sud de Fada N'Gourma, chef-lieu du département, de la province et capitale de la région, et à 13 km à l'Est de Koaré. Le village est à 2,5 km de la route nationale 18.

## Santé et éducation
Le centre de soins le plus proche de Pentouangou est le centre de santé et de promotion sociale (CSPS) de Koaré.